# Undersåker

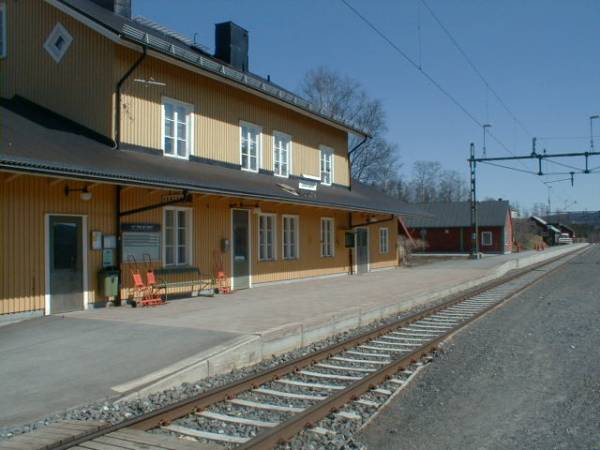
Der Bahnhof von Undersåker

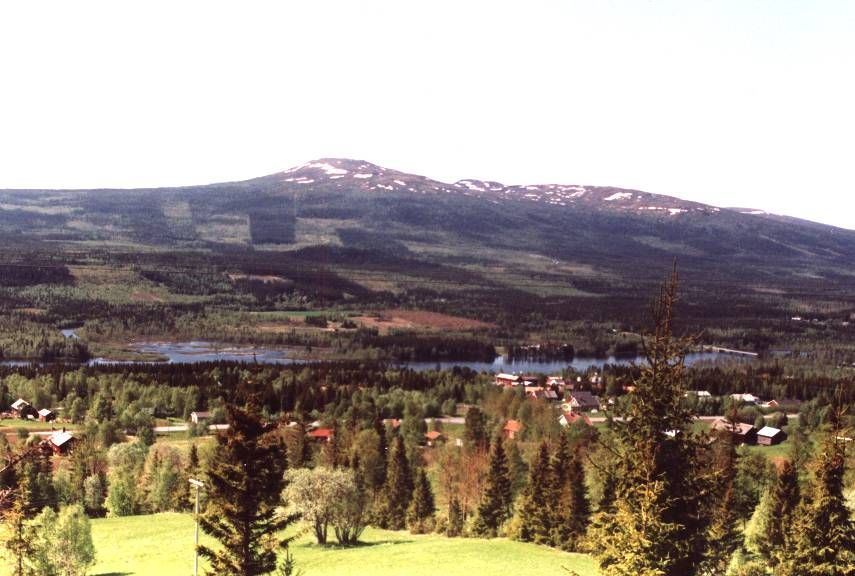
Undersåker

Undersåker ist ein Ort in der Gemeinde Åre in der schwedischen Provinz Jämtlands län. Insgesamt leben auf einer Fläche von 148 Hektar 573 Einwohner (Stand: 31. Dezember 2015). Am südlichen Ortsrand fließt der Indalsälven entlang. Acht Kilometer nordwestlich von Undersåker liegt Åre, einer der größten Skiorte Schwedens. Östlich befindet sich Järpen, der Hauptort der Gemeinde Åre.

## Infrastruktur
Durch Undersåker führt die Europastraße 14 von Östersund nach Trondheim. Zudem gibt es einen Bahnhof an der Mittbanan, von dem aus es regelmäßige Zugverbindungen nach Östersund, Trondheim, Stockholm und Südschweden gibt. Der Bahnhof wird vor allem von Wanderern benutzt, die von hier aus mit dem Bus weiter ins 27 Kilometer südlich gelegene Vålådalen fahren, um dort Wanderungen im jämtländischen Fjäll zu beginnen.

## Sehenswürdigkeiten
In Undersåker befinden sich Steinruinen einer mittelalterlichen Kirche.

## Persönlichkeiten
- Sara Kjellin (* 1977), Freestyle-Skierin
- Erik Mobärg (* 1997), Freestyle-Skier
- David Mobärg (* 1999), Freestyle-Skier